# Persone di nome Emily
| Questa pagina contiene informazioni ricavate automaticamente dalle voci biografiche con l'ausilio del template Bio e di un bot. L'aggiornamento è periodico e automatico e ricostruisce completamente la pagina. Se manca una persona in questa lista, sei pregato di non aggiungerla, ma accertati piuttosto che la sua voce biografica contenga il template Bio e che i dati anagrafici siano correttamente compilati. Se il template Bio manca, inseriscilo tu stesso o, in alternativa, metti l'avviso {{tmp\|Bio}} che ne segnala la mancanza. Se i dati riportati sono sbagliati, correggi direttamente la voce biografica; le modifiche saranno visibili in questa lista entro pochi giorni. Per chiarimenti vedi il progetto antroponimi. La lista contiene solo le 167 persone che sono citate nell'enciclopedia e per le quali è stato implementato correttamente il template Bio. Pagina aggiornata al 6 ago 2025. |

Questa è una lista di persone presenti nell'enciclopedia che hanno il nome Emily, suddivise per attività principale.

## Arciere(1)
- Emily Woodruff, arciera statunitense (Cincinnati, n. 1846 - Berwyn, † 1916)

## Artiste(2)
- Emily Allchurch, artista britannica (Isola di Jersey, n. 1974)
- Emily Jacir, artista e produttrice cinematografica palestinese (Betlemme, n. 1970)

## Attiviste(4)
- Emily Davies, attivista e educatrice britannica (Southampton, n. 1830 - † 1921)
- Emily Davison, attivista inglese (Londra, n. 1872 - Epsom, † 1913)
- Emily Greene Balch, pacifista, scrittrice e economista statunitense (Boston, n. 1867 - Cambridge, † 1961)
- Emily Hobhouse, attivista britannica (St Ives, n. 1860 - Londra, † 1926)

## Attrici(45)
- Emily Alyn Lind, attrice statunitense (New York, n. 2002)
- Emily Atack, attrice e personaggio televisivo britannica (Luton, n. 1989)
- Emily Bader, attrice statunitense (Temecula, n. 1996)
- Emily Baldoni, attrice svedese (Uppsala, n. 1984)
- Emily Beecham, attrice britannica (Manchester, n. 1984)
- Emily Berrington, attrice inglese (Oxfordshire, n. 1986)
- Emily Bett Rickards, attrice canadese (Vancouver, n. 1991)
- Emily Bevan, attrice inglese (Shrewsbury, n. 1982)
- Emily Blunt, attrice britannica (Londra, n. 1983)
- Emily Browning, attrice australiana (Melbourne, n. 1988)
- Emily Carey, attrice britannica (North London, n. 2003)
- Emily Coutts, attrice canadese (n. 1989)
- Emily Deschanel, attrice, produttrice televisiva e produttrice cinematografica statunitense (Los Angeles, n. 1976)
- Fortune Feimster, attrice, cabarettista e sceneggiatrice statunitense (Charlotte, n. 1980)
- Emily Fitzroy, attrice britannica (Londra, n. 1860 - Gardena, † 1954)
- Emily Hamilton, attrice britannica (Londra, n. 1974)
- Emily Hampshire, attrice e doppiatrice canadese (Montreal, n. 1981)
- Emily Harrison, attrice statunitense (Louisiana, n. 1977)
- Emily Hart, attrice statunitense (Smithtown, n. 1986)
- Emily Head, attrice inglese (Wandsworth, n. 1988)
- Emily Holmes, attrice canadese (Ottawa, n. 1977)
- Emily Kinney, attrice e cantautrice statunitense (Wayne, n. 1985)
- Emily Kuroda, attrice statunitense (Fresno, n. 1952)
- Emily Lloyd, attrice britannica (Londra, n. 1970)
- Emily Meade, attrice statunitense (New York, n. 1989)
- Emily Mortimer, attrice britannica (Londra, n. 1971)
- Emily O'Brien, attrice e scrittrice britannica (Bedfordshire, n. 1985)
- Emily Osment, attrice e cantante statunitense (Los Angeles, n. 1992)
- Emily Perkins, attrice canadese (Vancouver, n. 1977)
- Emily Procter, attrice statunitense (Raleigh, n. 1968)
- Emily Rios, attrice e modella statunitense (Los Angeles, n. 1989)
- Emily Rose, attrice statunitense (Renton, n. 1981)
- Emily Rudd, attrice statunitense (Saint Paul, n. 1993)
- Emily Schulman, attrice statunitense (Los Angeles, n. 1977)
- Emily Shaqiri, attrice, ballerina e cantante italiana (Roma, n. 2004)
- Emily Skeggs, attrice e cantante statunitense (New York, n. 1990)
- Emily Skinner, attrice e cantante statunitense (Richmond, n. 1970)
- Emma Stone, attrice statunitense (Scottsdale, n. 1988)
- Emily Swallow, attrice statunitense (Jacksonville, n. 1979)
- Emily Tennant, attrice canadese (Vancouver, n. 1990)
- Emily VanCamp, attrice canadese (Port Perry, n. 1986)
- Emily Warfield, attrice statunitense (Los Angeles, n. 1972)
- Emily Watson, attrice britannica (Londra, n. 1967)
- Emily Wickersham, attrice statunitense (Kansas, n. 1984)
- Emily Yancy, attrice statunitense (New York, n. 1939)

## Attrici pornografiche(2)
- Gianna Dior, attrice pornografica statunitense (Andalusia, n. 1997)
- Maddy O'Reilly, attrice pornografica statunitense (Mount Airy, n. 1990)

## Attrici teatrali(1)
- Emily Stevens, attrice teatrale statunitense (New York, n. 1882 - New York, † 1928)

## Avventuriere(1)
- Emma Hamilton, avventuriera inglese (Neston, n. 1765 - Calais, † 1815)

## Bobbiste(1)
- Emily Azevedo, bobbista statunitense (Chico, n. 1983)

## Calciatrici(10)
- Emily Burns, calciatrice canadese (Sherwood Park, n. 1997)
- Emily Fox, calciatrice statunitense (Ashburn, n. 1998)
- Emily Garnier, calciatrice statunitense (Littleton, n. 1996)
- Emily Gielnik, calciatrice australiana (Melbourne, n. 1992)
- Emily Nicosia Vinci, calciatrice italiana (Roma, n. 1989)
- Emily Ramsey, calciatrice inglese (Salford, n. 2000)
- Emily Sonnett, calciatrice statunitense (Marietta, n. 1993)
- Emily Whelan, calciatrice irlandese (Dublino, n. 2002)
- Emily Zurrer, ex calciatrice canadese (Vancouver, n. 1987)
- Emily van Egmond, calciatrice australiana (Sydney, n. 1993)

## Canottiere(1)
- Emily Regan, canottiera statunitense (Buffalo, n. 1988)

## Cantanti(4)
- Emily Haines, cantante canadese (Nuova Delhi, n. 1974)
- Emily Roberts, cantante tedesca (Amburgo, n. 1993)
- Emily Wells, cantante, polistrumentista e compositrice statunitense (Amarillo, n. 1981)
- Emily Williams, cantante neozelandese (Auckland, n. 1984)

## Cantautrici(5)
- Emily Armstrong, cantautrice statunitense (Los Angeles, n. 1986)
- Emily Barker, cantautrice, musicista e compositrice australiana (Bridgetown, n. 1980)
- Emily King, cantautrice statunitense (New York, n. 1985)
- Emily Loizeau, cantautrice e compositrice francese (Neuilly-sur-Seine, n. 1975)
- Emily Warren, cantautrice statunitense (New York, n. 1992)

## Cestiste(4)
- Emily Correal, ex cestista statunitense (Pittsburgh, n. 1990)
- Emily Engstler, cestista statunitense (Queens, n. 2000)
- Emily Fox, ex cestista statunitense (Highlands Ranch, n. 1987)
- Emily McInerny, ex cestista australiana (Bendigo, n. 1978)

## Chitarriste(1)
- Emily Remler, chitarrista statunitense (Englewood Cliffs, n. 1957 - Sydney, † 1990)

## Discobole(1)
- Emily Conte, discobola e martellista italiana (Dolo, n. 2002)

## Economiste(1)
- Emily Oster, economista e scrittrice statunitense (New Haven, n. 1980)

## Filantrope(1)
- Emily Thorn Vanderbilt, filantropa statunitense (Staten Island, n. 1852 - Lenox, † 1946)

## Fumettiste(1)
- Emily Carroll, fumettista e autrice di videogiochi canadese (London, n. 1983)

## Ginnaste(1)
- Emily Armi, ginnasta italiana (Montevarchi, n. 1993)

## Giornaliste(4)
- Emily De Cesare, giornalista e conduttrice televisiva italiana (Roma, n. 1970)
- Emily Hahn, giornalista e scrittrice statunitense (St.Louis, n. 1905 - Manhattan, † 1997)
- Beatrice Hastings, giornalista, scrittrice e poetessa inglese (Londra, n. 1879 - Worthing, † 1943)
- Emily Lakdawalla, giornalista e geologa statunitense (New York, n. 1975)

## Giuriste(1)
- Emily Murphy, giurista, scrittrice e attivista canadese (Cookstown, n. 1868 - Edmonton, † 1933)

## Greciste(1)
- Emily Wilson, grecista e latinista britannica (Oxford, n. 1971)

## Hockeiste su prato(1)
- Emily Maguire, hockeista su prato britannica (Glasgow, n. 1987)

## Infermiere(1)
- Emily Valentine, infermiera britannica (Contea di Fermanagh, n. 1878 - Londra, † 1967)

## Marciatrici(1)
- Emily Wamusyi Ngii, marciatrice keniota (n. 1986)

## Medici(2)
- Emily Blackwell, medico e educatrice statunitense (Bristol, Regno Unito, n. 1826 - York Cliffs, Maine, † 1910)
- Emily Stowe, medico canadese (Norwich Township, n. 1831 - Toronto, † 1903)

## Mezzofondiste(3)
- Emily Chebet Kipchumba, mezzofondista e maratoneta keniota (n. 1998)
- Emily Infeld, mezzofondista statunitense (n. 1990)
- Emily Mackay, mezzofondista statunitense (Endicott, n. 1998)

## Modelle(2)
- Emily DiDonato, supermodella statunitense (New York, n. 1991)
- Emily Ratajkowski, supermodella e attrice statunitense (Londra, n. 1991)

## Musiciste(1)
- Emily Robison, musicista statunitense (Pittsfield, n. 1972)

## Nobildonne(6)
- Emily Curzon-Howe, nobildonna inglese (n. 1836 - † 1910)
- Emily Lamb, nobildonna inglese (n. 1787 - † 1869)
- Emily Lennox, nobildonna inglese (n. 1731 - Londra, † 1814)
- Emily Anne Spencer-Churchill, nobildonna inglese (Londra, n. 1854 - Londra, † 1923)
- Emily Karlovna Stjernvall, nobildonna svedese (Pori, n. 1810 - Borisogleb, † 1846)
- Emily Villiers, nobildonna inglese (Londra, n. 1843 - † 1927)

## Nobili(1)
- Emily Petty-FitzMaurice, marchesa di Lansdowne, nobile britannica (n. 1819 - † 1895)

## Nuotatrici(5)
- Emily Escobedo, nuotatrice statunitense (New Rochelle, n. 1995)
- Emily Minante, nuotatrice artistica colombiana (n. 2006)
- Emily Overholt, ex nuotatrice canadese (Vancouver, n. 1997)
- Emily Seebohm, nuotatrice australiana (Adelaide, n. 1992)
- Emily Silver, nuotatrice statunitense (St. Petersburg, n. 1985)

## Pallavoliste(5)
- Emily Brown, pallavolista statunitense (El Dorado, n. 1986)
- Emily Calderón, pallavolista portoricana (Caguas, n. 1989)
- Emily Hartong, pallavolista statunitense (Long Beach, n. 1992)
- Emily Maglio, pallavolista canadese (Cranbrook, n. 1996)
- Emily Thater, pallavolista statunitense (Springfield, n. 1995)

## Pattinatrici di short track(1)
- Emily Scott, pattinatrice di short track statunitense (Springfield, n. 1989)

## Pentatlete(1)
- Emily Bright, pentatleta britannica (n. 1980)

## Pianiste(1)
- Emily Bear, pianista statunitense (Rockford, n. 2001)

## Pistard(2)
- Emily Kay, ex pistard e ciclista su strada britannica (Bromsgrove, n. 1995)
- Emily Nelson, ex pistard e ciclista su strada britannica (Burton upon Trent, n. 1996)

## Pittrici(2)
- Emily Carr, pittrice canadese (Victoria, n. 1871 - Victoria, † 1945)
- Emily Mary Osborn, pittrice britannica (Kentish Town, n. 1828 - St John's Wood, † 1925)

## Poetesse(1)
- Emily Dickinson, poetessa statunitense (Amherst, n. 1830 - Amherst, † 1886)

## Politiche(2)
- Emily Donelson, politica statunitense (Nashville, n. 1807 - Nashville, † 1836)
- Emily Randall, politica statunitense (Bremerton, n. 1985)

## Principesse(1)
- Emily Ruete, principessa tanzaniana (Zanzibar, n. 1844 - Jena, † 1924)

## Produttrici televisive(1)
- Emily Andras, produttrice televisiva e autore televisivo canadese (Boston)

## Psicologhe(1)
- Sue Savage-Rumbaugh, psicologa statunitense (n. 1946)

## Registe(2)
- Emily Atef, regista tedesca (Berlino, n. 1973)
- Emily Young, regista e sceneggiatrice britannica (Londra, n. 1970)

## Rugbiste a 15(3)
- Emily Chancellor, rugbista a 15 australiana (Sydney, n. 1991)
- Emily Scarratt, rugbista a 15 inglese (Leicester, n. 1990)
- Emily Tuttosi, rugbista a 15 canadese (Souris, n. 1995)

## Sceneggiatrici(1)
- Emily Kapnek, sceneggiatrice e produttrice televisiva statunitense (Manhattan, n. 1972)

## Schermitrici(2)
- Emily Cross, schermitrice statunitense (Seattle, n. 1986)
- Emily Jacobson, schermitrice statunitense (Decatur, n. 1985)

## Sciatrici alpine(3)
- Emily Brydon, ex sciatrice alpina canadese (Fernie, n. 1980)
- Emily Schöpf, sciatrice alpina austriaca (n. 2000)
- Emily Wörle, sciatrice alpina tedesca (n. 2005)

## Scrittrici(9)
- Emily Brontë, scrittrice britannica (Thornton, n. 1818 - Haworth, † 1848)
- Emily Danforth, scrittrice statunitense (Miles City, n. 1980)
- Emily Giffin, scrittrice statunitense (Baltimora, n. 1972)
- Pauline Johnson, scrittrice, traduttrice e attivista canadese (Chiefswood, n. 1861 - Vancouver, † 1913)
- Emily Lowe, scrittrice britannica (Torquay, † 1882)
- Emily St. John Mandel, scrittrice canadese (Comox, n. 1979)
- Emily O'Reilly, scrittrice, politica e giornalista irlandese (Tullamore, n. 1957)
- Emily Post, scrittrice, romanziera e socialite statunitense (Baltimora - New York, † 1960)
- Emily Vanderbilt Sloane, scrittrice e filantropa statunitense (New York, n. 1874 - New York, † 1970)

## Slittiniste(1)
- Emily Sweeney, slittinista statunitense (Portland, n. 1993)

## Sollevatrici(1)
- Emily Campbell, sollevatrice britannica (Nottingham, n. 1994)

## Tenniste(4)
- Emily Appleton, tennista britannica (Chertsey, n. 1999)
- Emily Hood Westacott, tennista australiana (Brisbane, n. 1910 - † 1980)
- Emily Stellato, ex tennista italiana (Sezze, n. 1982)
- Emily Webley-Smith, tennista britannica (Bristol, n. 1984)

## Tuffatrici(1)
- Emily Martin, tuffatrice britannica (n. 2001)

## Velociste(1)
- Emily Diamond, velocista britannica (Bristol, n. 1991)

## Violiniste(1)
- Emily Shinner, violinista inglese (Cheltenham, n. 1862 - † 1901)

## Wrestler(1)
- Ivy Nile, wrestler statunitense (Knoxville, n. 1992)

## Senza attività specificata(3)
- Emily Nussbaum, critica televisiva statunitense (n. 1966)
- Emily de Riel, ex pentatleta statunitense (Boston, n. 1974)
- Emily Warren Roebling, ingegnera statunitense (Cold Spring, n. 1843 - Trenton, † 1903)